# Židovský hřbitov v Malé Šitboři
Židovský hřbitov v Malé Šitboři se nalézá 1,5 km jižně od Malé Šitboře v okrese Cheb. Je situován v remízku v polích vpravo od silnice III. třídy 2125 vedoucí na jih k hlavní silnici I/21. Byl společný pro Židy z Malé Šitboře i Milíkova.
Hřbitov je v dobrém stavu. Zeď je rozbořena pouze na místě vstupní branky, která chybí. Všechny zdejší náhrobky pocházejí z 19. století.

## Galerie

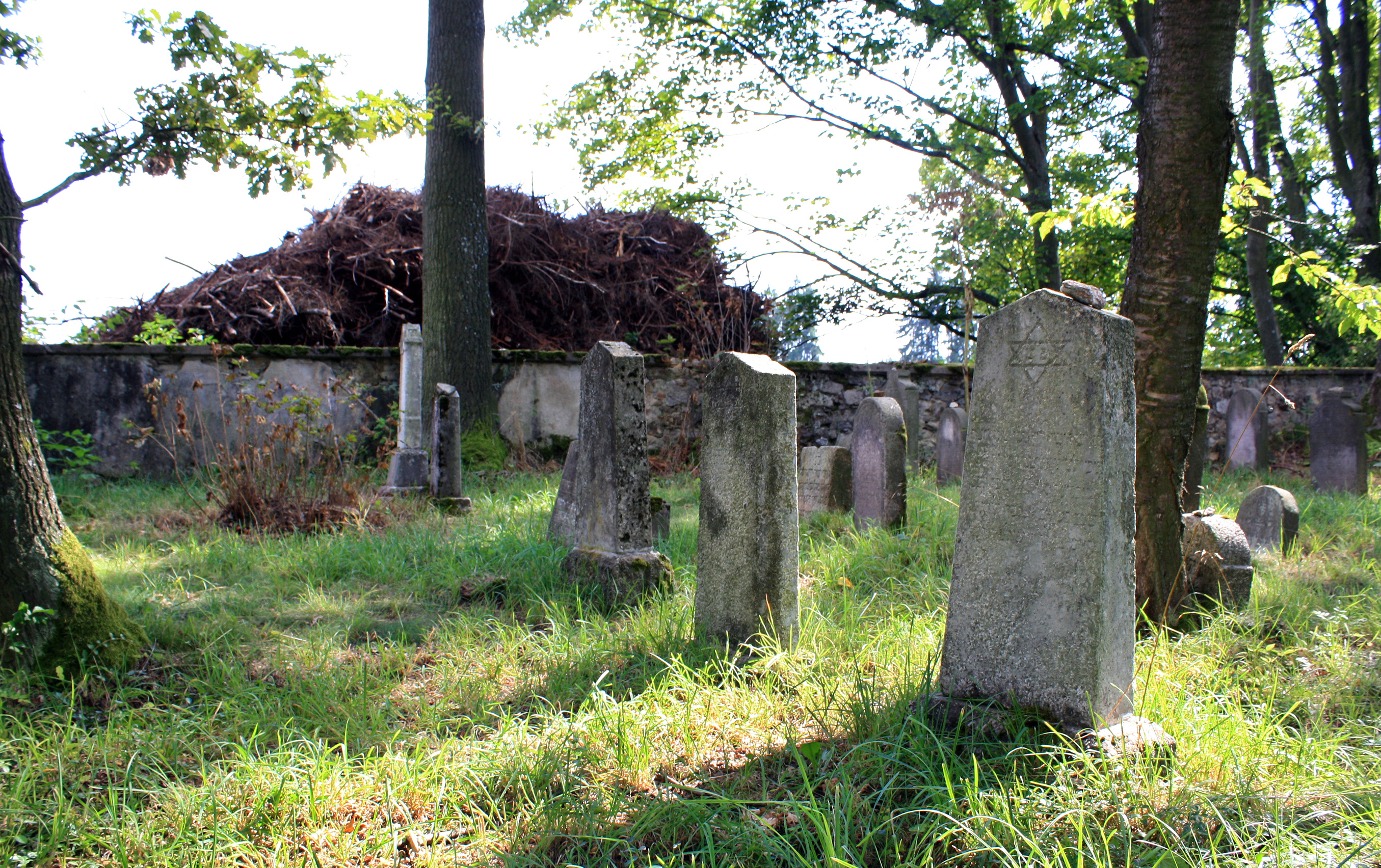
Přední řada náhrobků
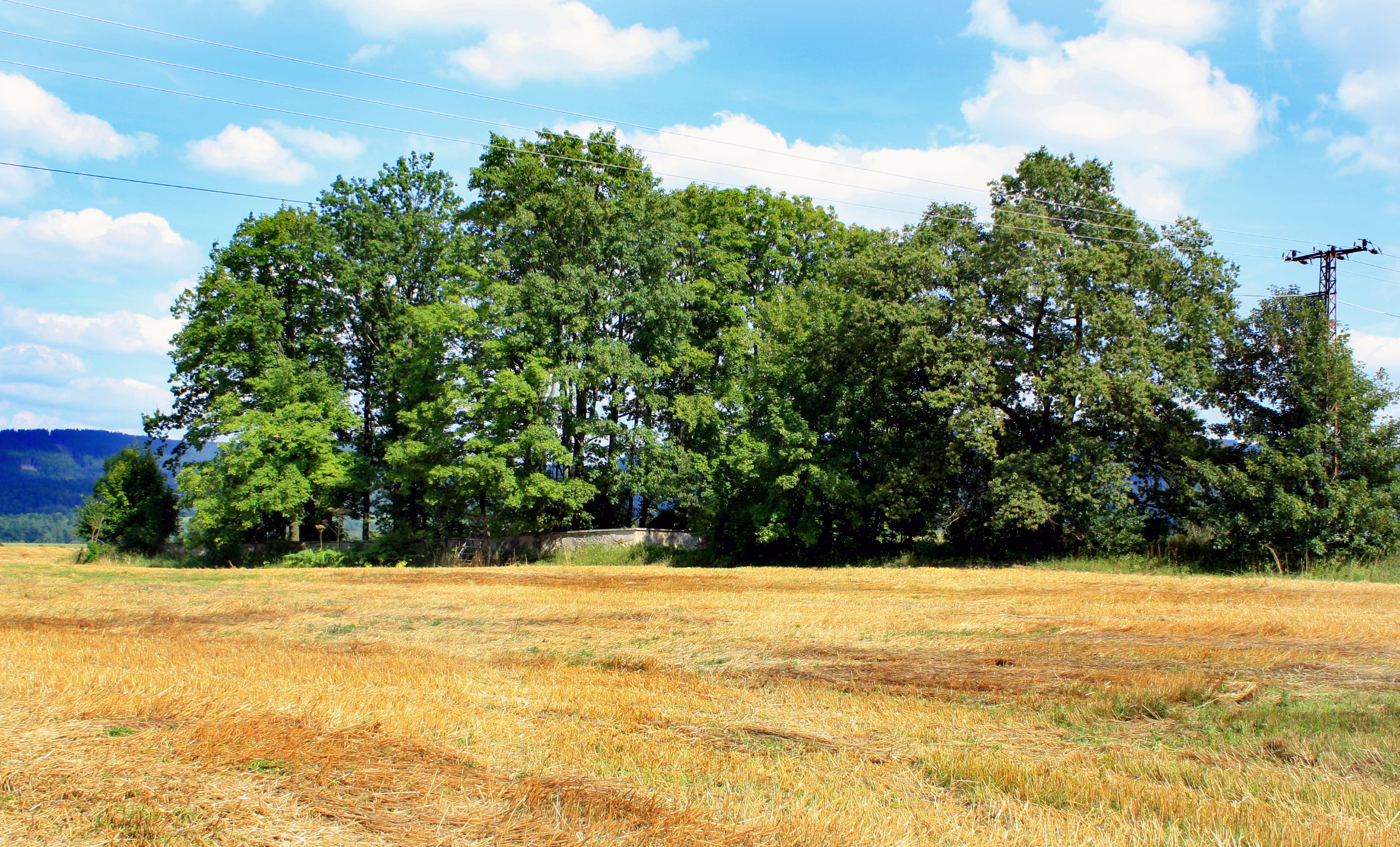
Remízek s hřbitovem
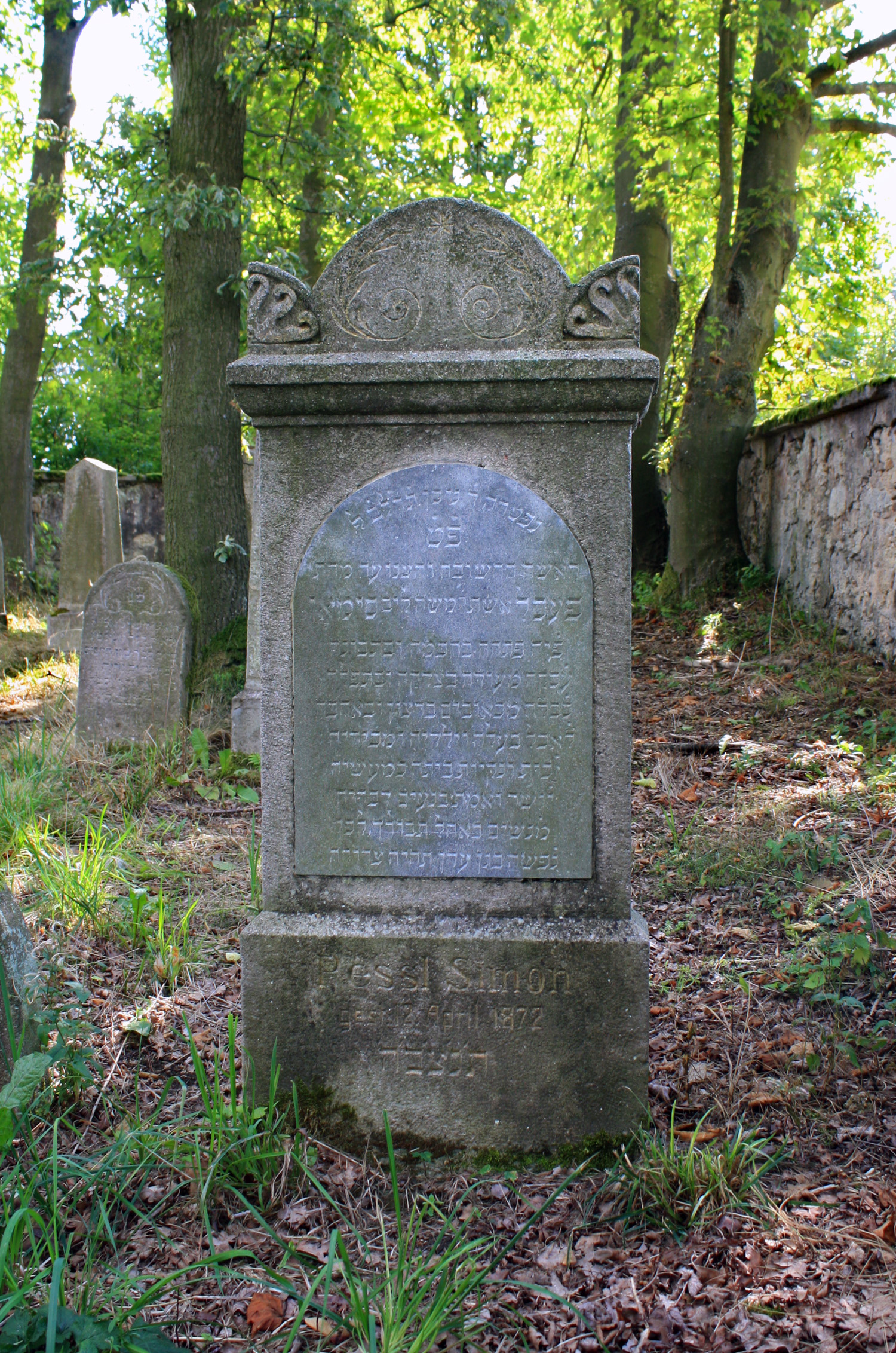
Nejzachovalejší náhrobek